# 卡托尔
卡托尔（Katol），是印度马哈拉施特拉邦那格浦尔县的一个城镇。总人口37417（2001年）。

## 人口
该地2001年总人口37417人，其中男性19271人，女性18146人；0—6岁人口4359人，其中男2272人，女2087人；识字率77.11%，其中男性为81.67%，女性为72.26%。